# 500 (število)
500 (pét stó) je naravno število, za katerega velja 500 = 499 + 1 = 501 - 1.
Sestavljeno število
Harshadovo število